# توغولينو بلوس
توغولينو بلوس هي فقرة برامج يومية صباحية في توغو بلوس (سوبر آر تي إل). تستهدف الفقرة الأطفال في مرحلة ما قبل المدرسة (3-6 سنوات). كان أول بث رسمي للقناة في 4 حزيران عام 2016، ولكن كانت في وضع الإرسال الكامل على تردد القنوات الفضائية دون عملية اختبار بالفعل.

## الروابط
- موقع من دي في دي بالإضافة إلى
- دي في دي زائد على toggo.de